# دينيسي هامل
دينيسي هامل (بالإنجليزية: Dean Hamel)‏ هو لاعب كرة قدم أمريكية أمريكي، ولد في 7 يوليو 1961 في ديترويت في الولايات المتحدة.

## وصلات خارجية
- دينيسي هامل على موقع مرجع كرة القدم المحترفة.كوم (الإنجليزية)